# وكالة المخابرات والأمن في البوسنة والهرسك
وكالة المخابرات والأمن في البوسنة والهرسك، والمعروفة باسمها المختصر (OSA-OBA BiH)، هي وكالة المخابرات الرئيسية في البوسنة والهرسك. تم تأسيسها من قبل البرلمان البوسني في مارس 2004.